# 小富日赖
小富日赖（法語：Le Petit-Fougeray，法語發音：[lə pəti fuʒʁɛ]）是法国伊勒-维莱讷省的一个市镇，位于该省南部，属于勒东区。

## 地理
小富日赖（47°55'40"N, 1°36'32"W）面积8.95 平方千米，位于法国布列塔尼大區伊勒-维莱讷省，该省份为法国西北部沿海省份，位于布列塔尼半岛东部，北濒大西洋，西接阿摩尔滨海省和莫尔比昂省，南至大西洋卢瓦尔省，西南端接曼恩-卢瓦尔省，东临马耶讷省，东北与芒什省接壤。
与小富日赖接壤的市镇（或旧市镇、城区）包括：尚特卢、克勒万、索尔尼耶尔、布列塔尼地区勒塞勒、庞塞。

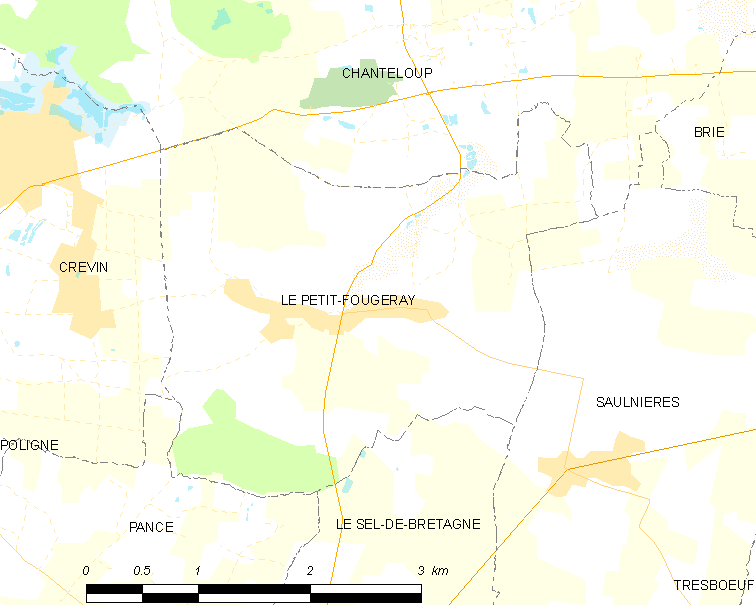
小富日赖的OSM定位图

小富日赖的时区为UTC+01:00、UTC+02:00（夏令时）。

## 行政
小富日赖的邮政编码为35320，INSEE市镇编码为35218。

## 政治
小富日赖所属的省级选区为布列塔尼地区班县。

## 人口

1962-2008年间小富日赖人口变化图示

小富日赖于2022年1月1日时的人口数量为886人。

## 交通
伊勒-维莱讷省省道D82线和D120线在镇中心交汇。